# Scione picta
Scione picta är en tvåvingeart som beskrevs av Szilady 1926. Scione picta ingår i släktet Scione och familjen bromsar. Inga underarter finns listade i Catalogue of Life.